# Флаг Поляковского сельского поселения (Ростовская область)
Флаг муниципального образования «Поляковское сельское поселение» Неклиновского района Ростовской области Российской Федерации — опознавательно-правовой знак, служащий официальным символом муниципального образования.
Флаг утверждён 22 декабря 2010 года и 29 марта 2011 года внесён в Государственный геральдический регистр Российской Федерации с присвоением регистрационного номера 6691.

## Описание
«Прямоугольное полотнище с отношением ширины к длине 2:3, воспроизводящее композицию герба Поляковского сельского поселения в красном, синем и белом цветах».
Геральдическое описание герба гласит: «В червлёном поле с волнистой лазоревой тонко окаймлённой серебром и обременённой серебряным осетром оконечностью, серебряный терновый венец, поверх которого — два скрещённых серебряных якоря лапами вниз».

## Обоснование символики
Флаг составлен на основании герба Поляковского сельского поселения по правилам и соответствующим традициям вексиллологии и отражает исторические, культурные, социально-экономические, национальные и иные местные традиции.
Красное поле и якоря обозначают красногвардейский морской десант.
Терновый венец — принесённые жертвы, разгром десанта и гибель красногвардейцев.
Синяя оконечность с осетром означает Азовское море, на берегу которого находится посёлок, рыбные богатства и промыслы в этих местах.